# Orchestra da ballo
Una orchestra da ballo, o anche semplicemente orchestra, è un gruppo musicale che esegue brani di musica leggera e il cui scopo è prevalentemente quello di intrattenere.
Tale formazione viene impiegata inizialmente in locali come caffè o teatri, con il tempo si sposta in locali appositi che prenderanno il nome di locali da ballo o sale da ballo.
Il repertorio iniziale è caratterizzato da balli popolari come valzer, tango, mazurca e balli latini come mambo o tango.
Con il passare del tempo tale formazione ha preso il nome di orchestra di liscio proprio per via del repertorio prevalentemente formato da brani di ballo liscio.
Il musicista membro di un'orchestra è detto in gergo "orchestrale".

## Struttura
La struttura di un'orchestra da ballo è molto variata nel tempo.
Inizialmente gli elementi fondamentali di un'orchestra da ballo furono: contrabbasso, pianoforte e uno strumento solista come violino, clarinetto, sassofono, fisarmonica, tromba. Successivamente si inserì la batteria e con l'arrivo dell'amplificazione la chitarra e la voce.
Nei complessi itineranti era molto raro l'uso del pianoforte a causa del peso e delle dimensioni.
Nei complessi moderni è stato introdotto l'uso di basso elettrico, chitarra elettrica, tastiere e sintetizzatori.

## Storia

### Le prime formazioni
I complessi di musica da ballo derivano dai complessi musicali delle corti medievali mantenendo inalterato lo scopo finale di intrattenimento.
Il primo complesso di musica da ballo/orchestra di liscio può essere considerata l'orchestra di Secondo Casadei nel 1928.

### Gli "anni d'oro"
L'organico e il repertorio delle orchestre da ballo si è rafforzato fino agli anni settanta quando le orchestre, spesso composte da 12/15 elementi, eseguivano brani di liscio unitamente a successi contemporanei e brani inediti. In questi anni alcuni gruppi utilizzano la definizione di orchestra spettacolo.
Questi gruppi erano dotati non solo di propri strumenti musicali ma anche di effetti scenici, impianto luci e voce personali che utilizzavano nei loro concerti: ciò era un notevole risparmio per gli organizzatori di eventi che non dovevano ricorrere a service esterni. Tale novità sarebbe diventata poi una consuetudine negli anni successivi.

### Il declino
Con l'arrivo della discomusic e dei brani registrati su supporti fisici le orchestre hanno subito un duro colpo che le ha portate a ridurre l'organico e introdurre in parte sempre maggiore l'uso di basi musicali e sequenze pre registrate.
Con gli anni novanta il repertorio di alcune orchestre si è progressivamente alleggerito dei brani di liscio ed è diminuito il numero di componenti. Inoltre, molti musicisti che in precedenza vivevano esclusivamente di questo, con il tempo hanno dovuto ripiegare su altri impieghi riducendo l'attività musicale in orchestra a un secondo lavoro o un hobby. Si osserva una differenziazione delle orchestre in: complessi minori (duo, trio), orchestre da 5/6 elementi e alcune orchestre con un organico maggiore.